# Thomas Savery
Thomas Savery (Shilstone, c. 1650-Londres, 1715) fue un mecánico e inventor inglés que desarrolló una máquina de vapor que en su época constituyó un gran avance en la industria minera.

## Biografía
Nacido en Shilston, una provincia de Devon en Inglaterra, fue uno de los hijos de Richard Savery y nieto de Christopher Savery de Totnes, pertaneció a una respetada familia inglesa y recibió una educación completa.
Thomas Savery se caracterizó por su afición a las matemáticas, a la mecánica y a la filosofía. Su dedicación al estudio le permitió graduarse de enginería militar. Trabajó en las minas de Cornualles y llegó al rango de capitán el 1702.
Pasó su joventud en Exter, una de las ciudades más antiguas de Gran Bretaña. Ahí, estuvo muy cerca del distrito minero y se cree que es el origen de su idea de trabajar en un aparato que hiciese más fácil el trabajo de los que extraían minerales.
En sus ratos libres, realizó experimentos mecánicos, así que se le atribuyen varios inventos a pesar de que no todas sus creaciones recibieron comentarios positivos.
Durante un tiempo también trabajó contratando suministros médicos en la Sick and Hurt Commissioners, una institución que se encargaba de los servicios de salud de la Marina Real británica y tuvo buenas relaciones con la sociedad de boticarios.
Aunque es una de sus facetas menos conocidas, Thomas Savery era escritor. Publicó Navigation Improved (1698) y El Amigo del Minero (1702). En ambas explicaba detalladamente sus inventos. Además, se conoce una traducción del Tratado holandés sobre fortificaciones (1704).
Savery también tenía grandes habilidades para el marqueting, por eso se encargaba él mismo de la comercialización y la publicidad de sus inventos.
Además, tenía un taller mecánico en el centro de Londres, cosa que le permitía convertirse en un personaje público que llegó a tener encuentros con importantes representantes de la aristocracia y miembros de la Royal Society.
En 1714, ejerció como topógrafo de obras hidráulicas del Palacio de Hampton Court.
Thomas Savery murió en su casa de Londres el 15 de mayo de 1715. Después de su defunción en Londres, los derechos de la patente pasaron a una empresa por accions llamada The Proprietors of The Invention for Raising Water by Fire, dedicada a vender licencias (en realidad de la máquina de Newcomen) a otros fabricantes a un precio de entre 200 y 420 libras anuales y se desarrolló su máquina de vapor. Después de su defunción, su invención tuvo el éxito que había esperado. Unos años más tarde, James Watt realizó una tercera modificación al aparato y así se comercializó a gran escala.

## Máquina de Thomas Savery
A finales del siglo XVII, las aguas subterráneas eran un gran problema para la minería, pues las bombas existentes no eran capaces de desarrollar una potencia suficiente para extraer el agua desde las profundidades de la mina.
La máquina de Savery consistía en un depósito conectado a una caldera, y a dos tuberías, una de las cuales lo conectaba al agua de la mina que se pretendía extraer y otra al exterior.
La máquina funcionaba de la siguiente manera: en primer lugar se abría la válvula que conectaba la caldera con el depósito y este se llenaba de vapor de agua, saliendo el aire al exterior a través de una válvula antirretorno.
Posteriormente se hacía enfriar el depósito haciendo chorrear desde fuera de la misma agua fría, y al enfriarse, el vapor se condensaba, haciéndose  vacío en el depósito.
Mediante una tubería con una válvula antirretorno, el depósito estaba conectado al agua del interior de la mina, por lo que al hacerse el vacío, subía el agua, llenándolo a través de una válvula antirretorno.
Para vaciar el depósito se volvía a abrir la válvula que lo conectaba con la caldera, y el vapor a presión hacía salir el agua por la misma válvula antirretorno por la que había salido el aire al principio.
Esta máquina supone la primera utilización industrial del carbón para realizar trabajo mecánico. Sucesivas mejoras de esta máquina dieron lugar al desarrollo de la máquina de James Watt.

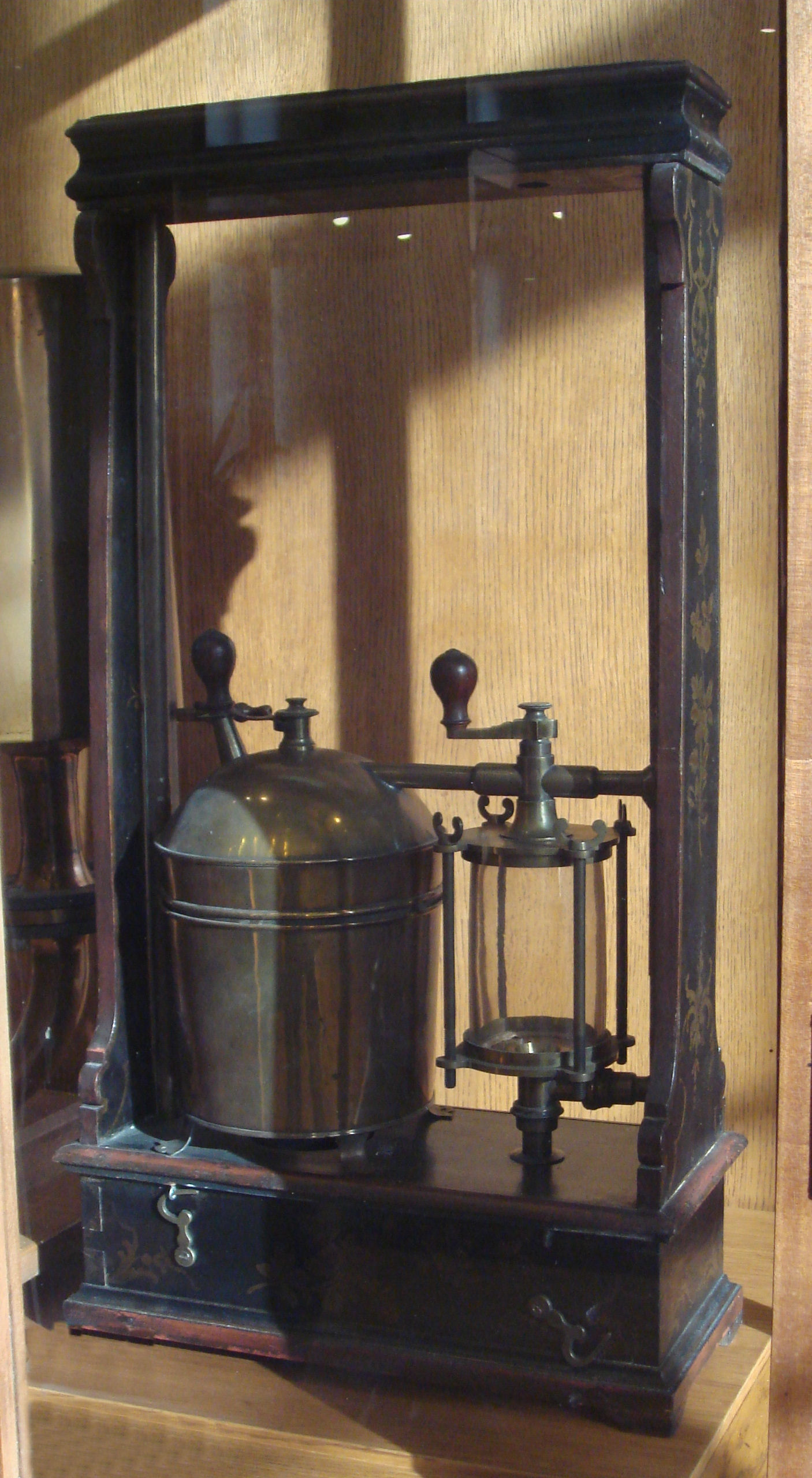
La bomba que formaba parte del sistema Savery en 1698
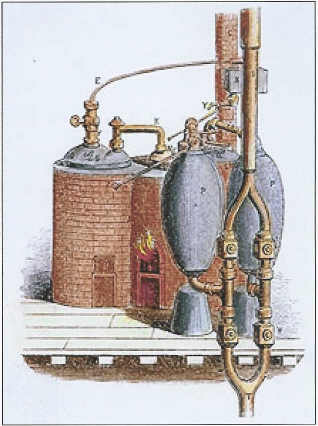
El llamado ingenio Savery de 1698